# Porto Maravilha
O Projeto Porto Maravilha é fruto de uma Operação Urbana Consorciada (OUC) que visa a revitalização urbana da Região Portuária do Rio de Janeiro criada pela Lei Municipal 101 de 2009. As OUCs são intervenções pontuais realizadas pelo Poder Público Municipal envolvendo a iniciativa privada (empresas prestadoras de serviços públicos, moradores e usuários locais) que buscam transformações urbanísticas estruturais, melhoras sociais e valorização ambiental. É uma forma de resolver problemas pontuais que dificilmente seriam solucionados pelo Plano Diretor Estratégico do Município. Com prazo de 30 anos para sua conclusão e custo total estimado em R$ 8 bilhões, o projeto consiste na revitalização da chamada Área de Especial Interesse Urbanístico (AEIU) da Região do Porto do Rio, compreendida por 5 milhões de metros quadrados da Região Portuária do Rio de Janeiro, tendo como limites as Avenidas Presidente Vargas, Rodrigues Alves, Rio Branco e Francisco Bicalho, englobando parte dos bairros do Caju, Gamboa, Saúde, Santo Cristo e parte do Centro da cidade.
O projeto será realizado pelo consórcio “Porto Novo”, que é um grupo formado pelas empresas Odebrecht (atual Novonor), OAS e Carioca Engenharia com incentivo do Governo Federal e Estadual, que funcionam sob a coordenadoria da Companhia de Desenvolvimento Urbano da Região do Porto do Rio de Janeiro (CDURP).
A implantação do projeto tinha como objetivo declarado preparar a região para a Copa do Mundo FIFA de 2014 e dos Jogos Olímpicos de Verão de 2016, bem como desenvolvê-la economicamente, além de criar novas oportunidades de emprego, moradia, transporte, cultura e lazer para a população local.
Quanto aos eventos anteriormente mencionados, a Prefeitura esperava instalar no local vilas de mídia e de árbitros, além de algumas unidades administrativas (centro de tecnologia e logística e o centro de mídia não credenciada). A previsão é que sejam construídas cerca de 8 mil unidades habitacionais que inicialmente irão receber jornalistas e árbitros, mas que após o evento foram convertidas em moradias.
Baseado em princípios de sustentabilidade, o programa básico consiste na reurbanização de vias, recuperação e ampliação da infraestrutura, implantação de veículo leve sobre trilhos (VLT), construção de túneis, além da implantação de mobiliário urbano e redes de ciclovias. O projeto Porto Maravilha também realizará a valorização do patrimônio histórico e a promoção do desenvolvimento social e econômico da região. O Museu de Arte do Rio de Janeiro (MAR) e o Museu do Amanhã serão construídos em parceria com a Fundação Roberto Marinho, exemplos de grande impacto cultural na região.
Em conjunto com a transformação da área de 5 milhões de metros quadrados, vem a tarefa de preservar a identidade e as características dessa região. O projeto visa elevar a qualidade de vida para a população residente na região por meio da requalificação. Juntos, os programas Porto Maravilha Cidadão e Porto Maravilha Cultural complementam a operação urbana, mostrando que é viável recuperar os espaços urbanos degradados para construir uma cidade que respeite cultura, história e o meio ambiente e que seja cada vez mais justa para todos os seus cidadãos.

## Fases do Projeto
O projeto básico é subdividido em projeto urbano, projeto de infraestrutura (sistema de abastecimento de água, sistema de esgotamento sanitário, sistema de drenagem urbana, sistema de iluminação pública e distribuição de energia, sistema de telecomunicações e sistema de distribuição de gás) e projetos estruturais.
A primeira fase consiste na urbanização do Píer Mauá, revitalização da Praça Mauá, bem como na instalação de calçadas, iluminação pública, escoadouros de águas pluviais e no plantio de árvores dos eixos Barão de Tefé, Camerino, Venezuela, Rodrigues Alves e Sacadura Cabral. Ainda era previsto para esta fase a implantação do trecho inicial do Binário do Porto, reurbanização do Morro da Conceição (através da instalação de vias locais, soterramento de fiação elétrica, restauro do patrimônio histórico, como o Jardim do Valongo e Pedra do Sal), demolição da alça de subida do elevado da perimetral e a construção de garagem subterrânea na Praça Mauá para quase mil veículos. Esta primeira fase já foi concluída. O ícone da requalificação da área é a construção do Museu do Amanhã. Também na Praça Mauá foi inaugurado, em 2013, o Museu de Arte do Rio (MAR), que, junto da Escola do Olhar, tornou-se referência para a arte e o conhecimento na cidade.
A segunda fase consiste em reurbanização de aproximadamente 40 km de vias (instalação de pavimento, drenagem, sinalização, iluminação, plantio de vegetação nas calçadas e canteiros), implantação de novas ciclovias, de novas redes de saneamento básico, energia elétrica, telefonia e gás encanado, de sistema de melhoria da qualidade das águas do Canal do Mangue, de mão dupla interna, paralela à Rodrigues Alves (binário do porto), demolição do elevado da perimetral no trecho entre a Praça Mauá e a Avenida Francisco Bicalho, construção de túnel entre a Praça Mauá e a Avenida Rodrigues Alves com aproximadamente dois quilômetros de comprimento (nos dois sentidos), construção de duas rampas ligando o Viaduto do Gasômetro ao Santo Cristo, ampliação do atual túnel ferroviário sob o Morro da Providência para receber tráfego de automóveis, implantação de mobiliário urbano (abrigos de automóveis, pontos de ônibus, lixeiras, totens, painéis informativos, bicicletários, etc) e de veículos leves sob trilhos (VLT), com estações integradas à rede de metrô.
Ao todo serão reurbanizadas mais 5 milhões de metros quadrados, 70 quilômetros de vias, reconstruídas 700 quilômetros de redes de infraestrutura urbana (água, esgoto, iluminação, drenagem e telecomunicações), além da implementação de 17 quilômetros de ciclovias e o plantio de 15 mil mudas.

## Financiamento e Incentivos
A viabilização econômica do projeto é decorrente da ampliação do potencial construtivo da Região Portuária por meio da comercialização de Certificados de Potencial Adicional Construtivo (CEPACs) que são vendidos pela Comissão de Valores Mobiliários em leilões. Os CEPACs são valores mobiliários emitidos pela Prefeitura do Município utilizados como meio de pagamento de contrapartida para a outorga onerosa do direito de construir dentro do perímetro de uma Operação Urbana Consorciada. Cada um equivale a um valor de metro quadrado a ser utilizado na área adicional de construção ou na modificação de um terreno ou de um projeto.
Ou seja, a Lei autoriza a construção além dos limites de gabarito verificados hoje – com exceção das áreas de proteção ambiental, de patrimônio cultural e arquitetônico –, uma vez que a área atrai a atenção de investidores do setor imobiliário para projetos comerciais e residenciais.
A totalidade do valor arrecadado deve ser empregado no projeto e pelo menos 3% deve ser utilizado na recuperação do patrimônio material e imaterial da região e em programas de desenvolvimento social para os moradores e trabalhadores.
Para que os compromissos sociais do projeto sejam colocados em prática, serão oferecidos estímulos como a criação de residências de interesse social, construção de creches, Unidades de Pronto Atendimento (UPAs), escolas que atendam a densidade populacional prevista, integração entre os diversos meios de transportes públicos a fim de facilitar a acessibilidade do local com outras áreas, recuperação da qualidade de vida ambiental da área, geração de postos de trabalho diretos e permanentes na região, regularização e formalização das atividades econômicas, formação profissional, além de apoio a incentivos de desenvolvimento comunitário.
Com tais estímulos, espera-se que haja o aumento da população para 100 mil habitantes em 10 anos, o aumento da área verde de 2,46% para 10,96%, aumento de 50% na capacidade do tráfego na região, redução da poluição do ar e a sonora, aumento da permeabilidade do solo e o aumento da melhoria e da qualidade da oferta de serviços públicos.
Os moradores da região também receberão incentivos fiscais como perdão de dívidas, isenção do Imposto Predial e Territorial Urbano (IPTU) por 10 anos, isenção do Imposto de Transmissão de Bens Móveis por Ato Oneroso (ITBI) e redução do Imposto sobre serviços de qualquer natureza (ISS). Ainda assim, aqueles que tiverem que restaurar imóveis de interesse histórico e cultural em 36 meses também poderão pedir o perdão de suas dívidas.

## Serviços e Programas Culturais

### Serviços
Dentre os serviços administrados pelo consórcio “Porto Novo”, após a conclusão das obras, está a conservação e manutenção do sistema viário, das praças, áreas verdes, iluminação pública, calçadas e sinalização do trânsito, serviço este feito pela Secretaria Municipal de Conservação (Seconserva) em toda a extensão do restante da cidade do Rio de Janeiro. Além disso, serão implantados a coleta seletiva de lixo e bicicletários que irão incentivar, junto com a ciclovia instalada, o transporte por meio de bicicletas. A manutenção e conservação de pontos e monumentos turísticos, históricos e geográficos também será realizada pelo consórcio, que manterá um regular serviço de atendimento ao cidadão.
Na operação do tráfego na região do Porto Maravilha, foram instaladas câmeras de monitoramento espalhadas pela área do projeto, cujas imagens obtidas são enviadas a um Centro de Controle de Operações (CCO) da concessionária “Porto Novo” e ao Centro de Operações Rio (COR).
Também ficou a cargo do consórcio, o chamado Teleférico da Providência, que liga a Praça Américo Brum à Central do Brasil e à Gamboa.

### Programas Culturais

#### Noções Básicas
A região portuária do Rio de Janeiro é um local importante para a história do Rio de Janeiro. A região é compreendida como local de operacionalização portuária que, tempos atrás, foi degradada, vez que os avanços tecnológicos no setor a deixaram sem uso. A área portuária alvo do projeto abriga obras de arquitetos renomados, trapiches, manifestações da cultura afro-brasileira, casas dos anos 1900, dentre outros exemplos. Todos estes patrimônios históricos são preservados pela Lei que criou uma Área de Proteção ao Ambiente Cultural nos bairros da Saúde, Gamboa e Santo Cristo, região do nascimento do samba, em que se manifestam atividades artísticas de todo tipo.
A Companhia de Desenvolvimento Urbano da Região do Porto do Rio implantou na região o Programa Porto Maravilha Cultural. Os recursos dele advindos são usados com a finalidade de restaurar bens tombados, em ações de iniciativa do Poder Público em parcerias com as sociedades civis e a iniciativa privada, com o intuito de valorizar o patrimônio da região.
Os principais objetivos do projeto são a preservação e valorização da memória e das manifestações culturais, além da inclusão e desenvolvimento social.

#### Museu de Arte do Rio

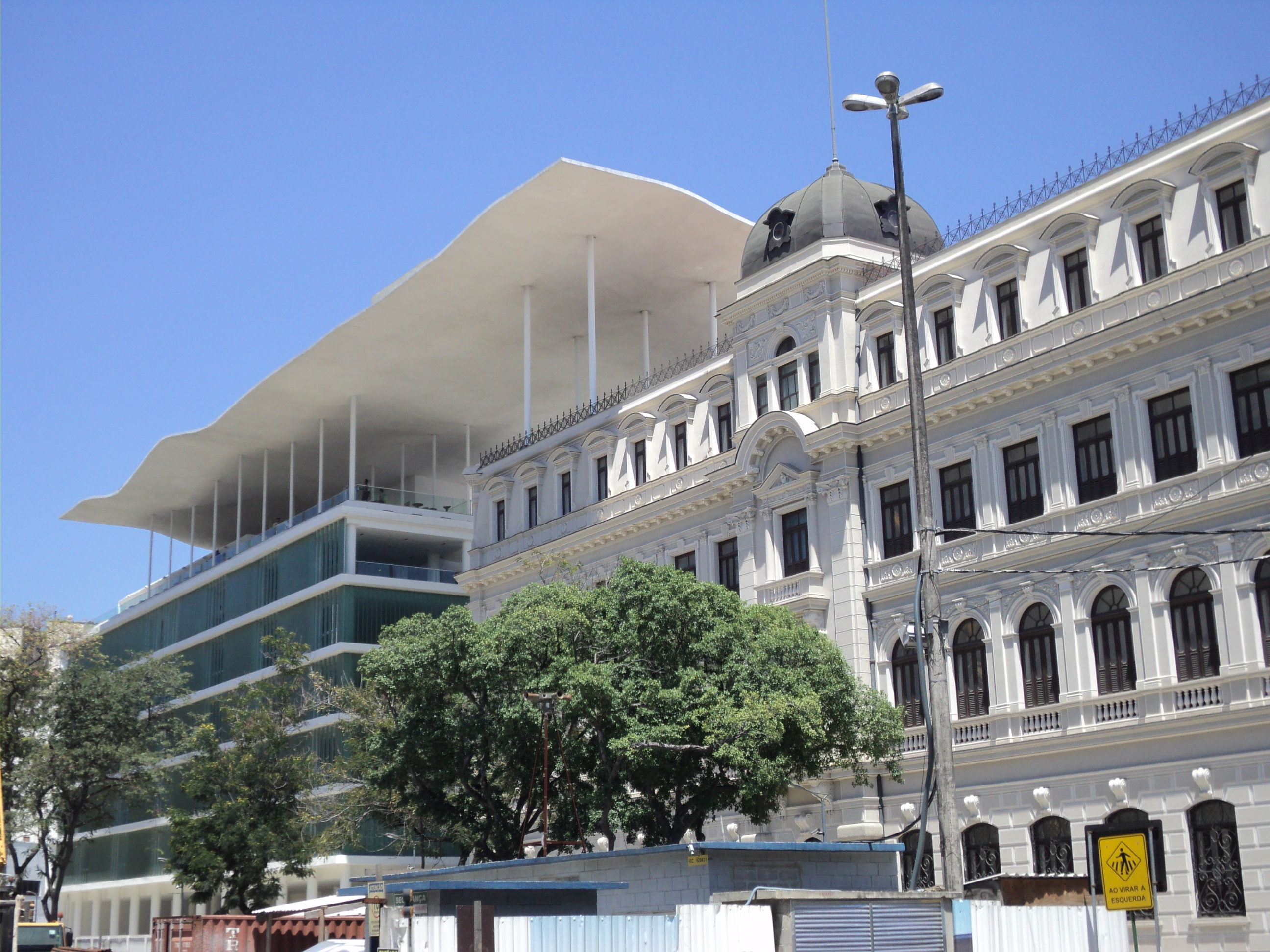
O Museu de Arte do Rio, inaugurado em 2013, foi um dos primeiros projetos do Porto Maravilha a ser concluído

O Museu de Arte do Rio foi inaugurado no aniversário de 448 anos da cidade do Rio de Janeiro e é um espaço criado para dedicar-se a arte e à cultura visual. Ao lado do museu há uma escola que desenvolve projetos de formação em arte e cultura visual em parceria com universidades, instituições museológicas, organizações não-governamentais (ONGs) e programas de educação não formal na construção de espaços de desenvolvimento de pesquisa, seminários, workshops e cursos. Parte das exposições são feitas no Palacete Dom João VI que sofreu grandes modificações e trabalhos de restauração.
O museu também oferece cursos de formação e programas culturais dirigidos aos moradores, contando inclusive com uma estrutura física que permite o pleno acesso às pessoas que possuem necessidades especiais.

#### Museu do Amanhã

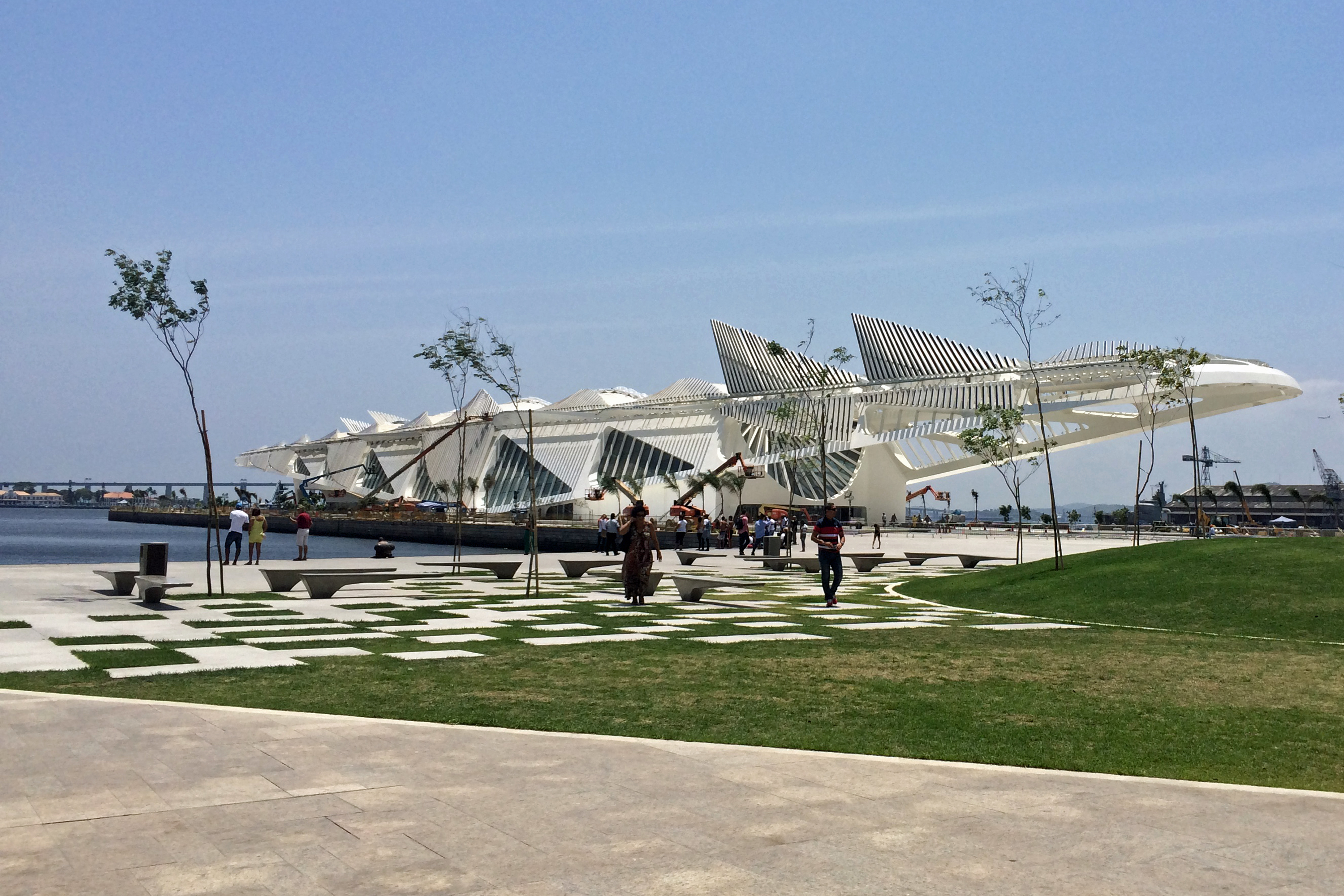
Museu do Amanhã

O projeto do museu, inaugurado em 2015, é creditado ao arquiteto espanhol Santiago Calatrava. Tendo o apoio do Governo Federal (através da FINEP) e também do governo estadual (através da Secretaria do Meio Ambiente), o projeto é uma iniciativa da Prefeitura do Rio de Janeiro com a Fundação Roberto Marinho.
O museu une ciência e linguagem artística, usando a tecnologia como suporte em um ambiente imersivo, com recursos audiovisuais e jogos criados por estudos científicos de especialistas e dados divulgados por instituições nacionais e estrangeiras. O espaço possui auditório, lojas, cafeteria e restaurante.

#### Centro Cultural José Bonifácio (CCJB)[17]
O Centro Cultural José Bonifácio é um ponto histórico e arqueológico da celebração da herança africana. O novo centro foi reaberto em 20 de novembro de 2013 após passar por uma obra de restauração feita pelo Projeto Porto Maravilha sob a coordenação do CDURP em parceria com a Secretaria Municipal de Cultura e o Instituto Rio Patrimônio da Humanidade. O espaço abriga atividades acadêmicas, pedagógicas e artístico culturais que discutem a respeito da contribuição africana para a formação social brasileira.

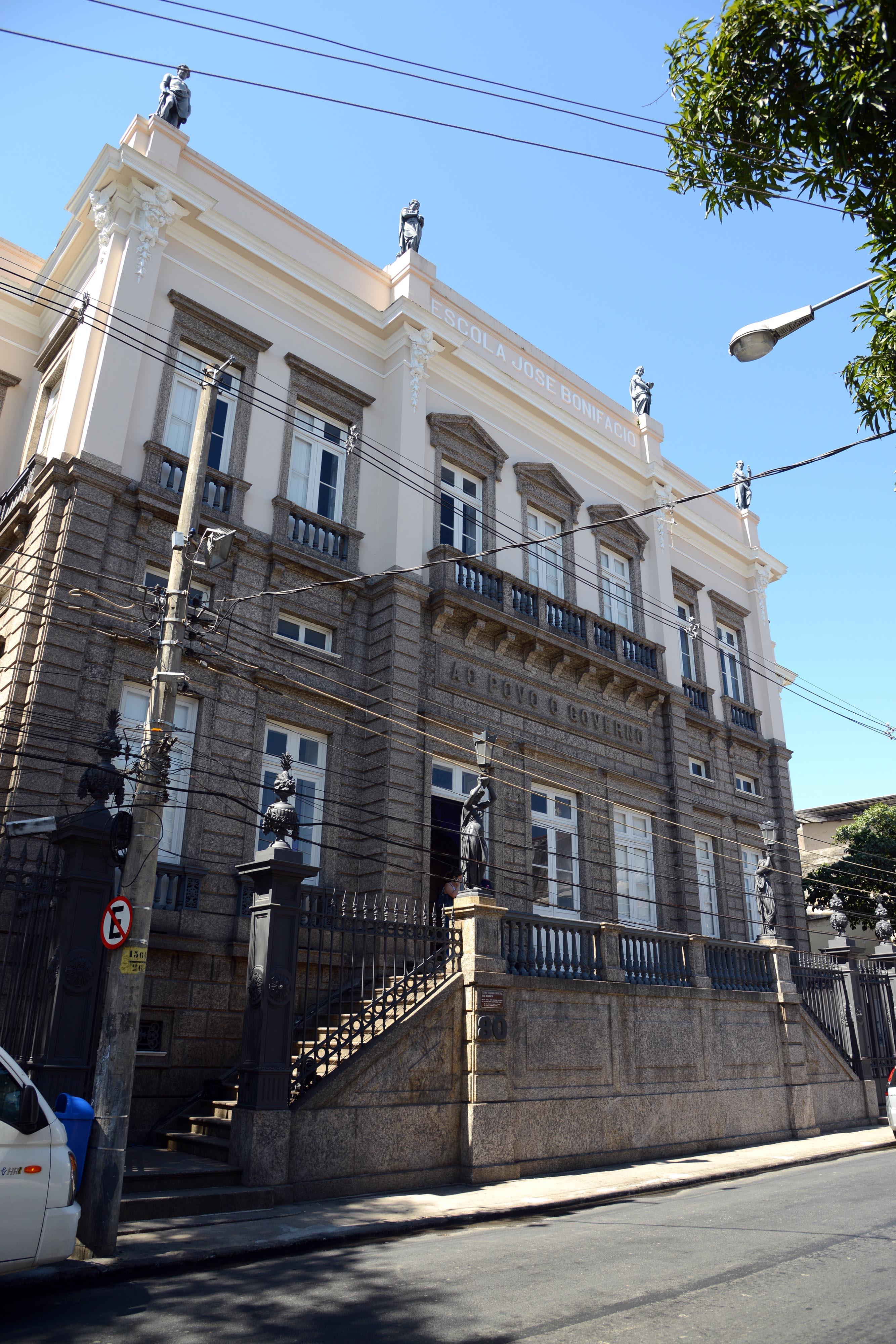
Fachada do Centro Cultural José Bonifácio vista da Rua Pedro Ernesto.

Na restauração, o centro ganhou esculturas de inspiração africana em que as unidades receberam nomes de ícones como Abdias do Nascimento, Ruth de Souza, Grande Othelo, Heitor dos Prazeres e Tia Ciata.

#### Galpões da Gamboa
Para o ciclo do café, os galpões da Gamboa representaram grandes marcos da riqueza. Após décadas de sua desativação, os galpões foram restaurados pelo projeto Porto Maravilha, abrigando a realização de diversos eventos.

#### Igreja de São Francisco da Prainha
A Igreja de São Francisco da Prainha foi reinaugurada em julho de 2015, após restauração feita pelo Projeto Porto Maravilha. A igreja foi construída em 1696, pelo padre Francisco da Motta e doada à Ordem Terceira de São Francisco da Penitência em 1704. A igreja também teve seu tombamento e, portanto, integra o patrimônio cultural brasileiro pelo Instituto do Patrimônio Histórico e Artístico Nacional (IPHAN).

### Obras de destaque
Síntese dos principais projetos:
- Demolição do Elevado da Perimetral;
- Túnel Rio450 (4,8 quilômetros de túneis);
- Implantação de 17 quilômetros de ciclovias;
- Implantação de bicicletários para alugar (Bike Rio) e estacionar as bicicletas;
- Plantio de 15 000 árvores na região, além das compensações das retiradas no processo das obras, de acordo com as especificações da Secretaria Municipal de Meio Ambiente (SMAC);
- Implantação de 28 quilômetros de trilhos do VLT do Rio de Janeiro (Veículo leve sobre trilhos);
- Reurbanização de 70 quilômetros de vias e 650 000 metros quadrados de calçadas;
- Reconstrução de 700 quilômetros de redes de infraestrutura urbana (água, esgoto, drenagem);
- Museu do Amanhã;
- Museu de Arte do Rio (MAR);
- Frente Marítima;
- TELECOM (Comunicação de Alta Velocidade por Fibra Ótica);
- Porto Vida (grande residencial);
- Cais do Valongo e da Imperatriz;[21]
- Jardins Suspensos do Valongo;[21]
- Via Binário do Porto[22]
- Nova sede do Banco Central do Brasil
- Teleférico da Providência
- AquaRio (aquário municipal do Rio de Janeiro)
- Construção de memorial nas ruínas do Cais do Valongo[21]
- Construção de museu para abrigar os achados arqueológicos da Zona Portuária,[21] ainda sem local
- Memorial à Diáspora Africana[21]

#### Demolição do Elevado da Perimetral

Demolição do primeiro trecho da Perimetral

De modo semelhante com o que ocorreu em São Paulo com o Elevado Costa e Silva (Minhocão), a construção do Elevado da Perimetral na década de 1970 contribuiu para a degradação da região portuária carioca, transformando-a em área de passagem, por realizar a ligação do centro e zona sul com a zona norte. O elevado interligava boa parte do tráfego que partia da zona sul em sentido à Ponte Rio-Niterói, à Linha Vermelha e à Avenida Brasil e até a região do Aeroporto Santos Dumont, onde se unia com a Avenida Perimetral e outras vias que margeiam à orla na zona sul. Funcionando como uma barreira entre a região e a Baía de Guanabara. Por isso, museus, edifícios históricos e paisagens naturais ganharam visibilidade após a demolição do elevado.
Construída na época em que a visão do avanço do país estava intimamente atrelada à indústria automobilística, a perimetral já não fazia mais o papel de via expressa e, para muitos técnicos no assunto, acabava por causar engarrafamentos. Além disso, o centro da cidade estava ficando cada vez mais abandonado e o vetor de crescimento caminhando para lugares mais distantes dos locais de trabalhos da população, ocasionando maior tempo de deslocamento.
Diante deste cenário, em 2009, com a aprovação da Lei Municipal Complementar nº 101 que cria a Operação Urbana Consorciada (OUC) da região portuária do Rio de Janeiro, a demolição entrou no pacote operações a serem realizadas.
A demolição da Perimetral começou em fevereiro de 2013, quando o então prefeito, Eduardo Paes, comandou a operação de retirada da primeira viga de aço da rampa do elevado próxima ao Moinho Fluminense.
A derrubada do elevado foi realizada em etapas e contou com o uso de diferentes técnicas. Em novembro de 2013, foram implodidos os pilares do primeiro trecho. Já em fevereiro de 2014, a segunda etapa do processo se deu com o desmonte de trecho entre a Praça Mauá e a Avenida General Justo. Outros 300 metros foram implodidos, na área da Praça Mauá, em abril de 2014. Três meses depois, a prefeitura iniciou a demolição do último trecho do elevado.

#### Veículo Leve sobre Trilhos (VLT)

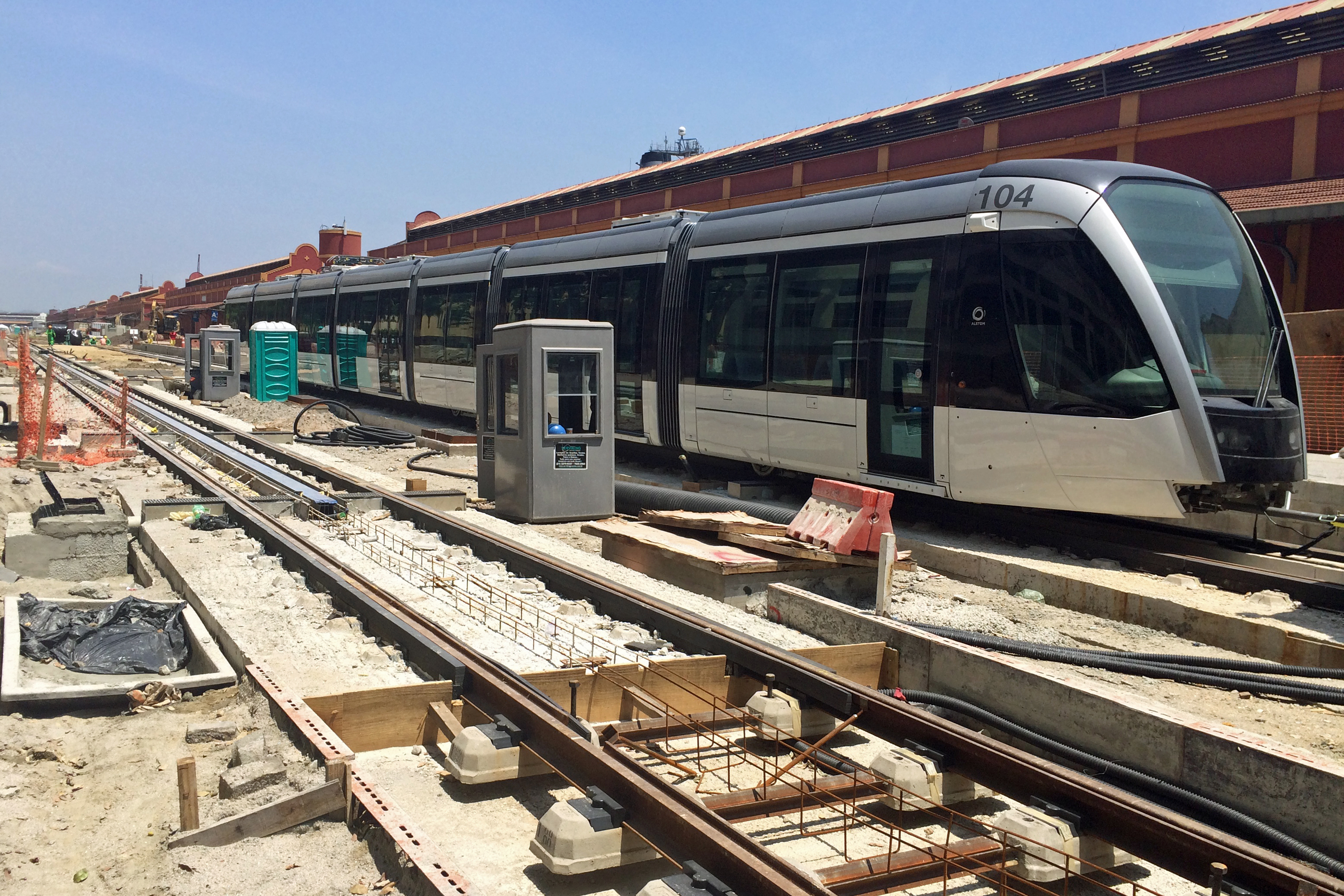
O transporte público no Porto Maravilha será fornecido por várias linhas de veículo leve sobre trilhos, o VLT do Rio de Janeiro, em construçāo.

Com a saída do elevado da perimetral, a região portuária deu lugar ao passeio público e também a um novo conceito de mobilidade urbana: o Veículo Leve sobre Trilhos (VLT). A solução foi adotada com o intuito de diminuir o impacto do tráfego lento das grandes cidades. O VLT liga o Centro à Região Portuária em 28 km e 29 paradas.
O projeto tem por base o conceito de transporte público integrado ao conectar metrô, trens, barcas, teleférico, transporte rápido por ônibus (BRT), redes de ônibus convencionais e o aeroporto Santos Dumont.
Funcionando das 6 a meia-noite, 7 dias por semana, o sistema tem capacidade de transportar, segundo estimativas, 300 mil passageiros por dia. Além disso, o VLT é um veículo ecológico, pois parte do princípio de geração própria de energia pelo solo para circular, não se valendo de combustível fóssil, e, assim, não emitindo gases tóxicos.
A obra recebeu R$ 525 milhões do Ministério das Cidades por meio da PAC da Mobilidade. O restante é de contrapartida da Prefeitura do Rio de Janeiro. O total de investimento foi avaliado em R$ 1,157 bilhão de reais.
O VLT tem três linhas em operação. O primeiro eixo liga a Rodoviária Novo-Rio ao Aeroporto Santos Dumont partindo da lateral do terminal rodoviário Padre Henrique Otte e passando pela Via Binário, Avenida Rodrigues Alves, Rio Branco e Beira-Mar. A segunda linha parte do Henrique Otte em direção à Praça XV, passando pela rodoviária, Rua Equador, Vila Olímpica do Morro da Providência, Central, Praça da República, Praça Tiradentes, Sete de Setembro e barcas. Já a terceira linha, atende os trechos entre a Central do Brasil e o Aeroporto Santos Dumont Cinelândia, compartilhando trechos com as linhas 1 e 2.
A concessionária que opera o veículo leve sobre trilhos é a Carioca S.A., responsável pela implantação, administração, compra dos trens, operação e manutenção. O consórcio é formado pelas empresas CCR (24,93%), Odebrecht TransPort (24,93%), e Invepar (24.93%), Riopar Participações (24,93%), Benilo Roggio Transporte – BRT (0,25%) e a RATP do Brasil (0,02% de participação).

#### Túnel Rio450

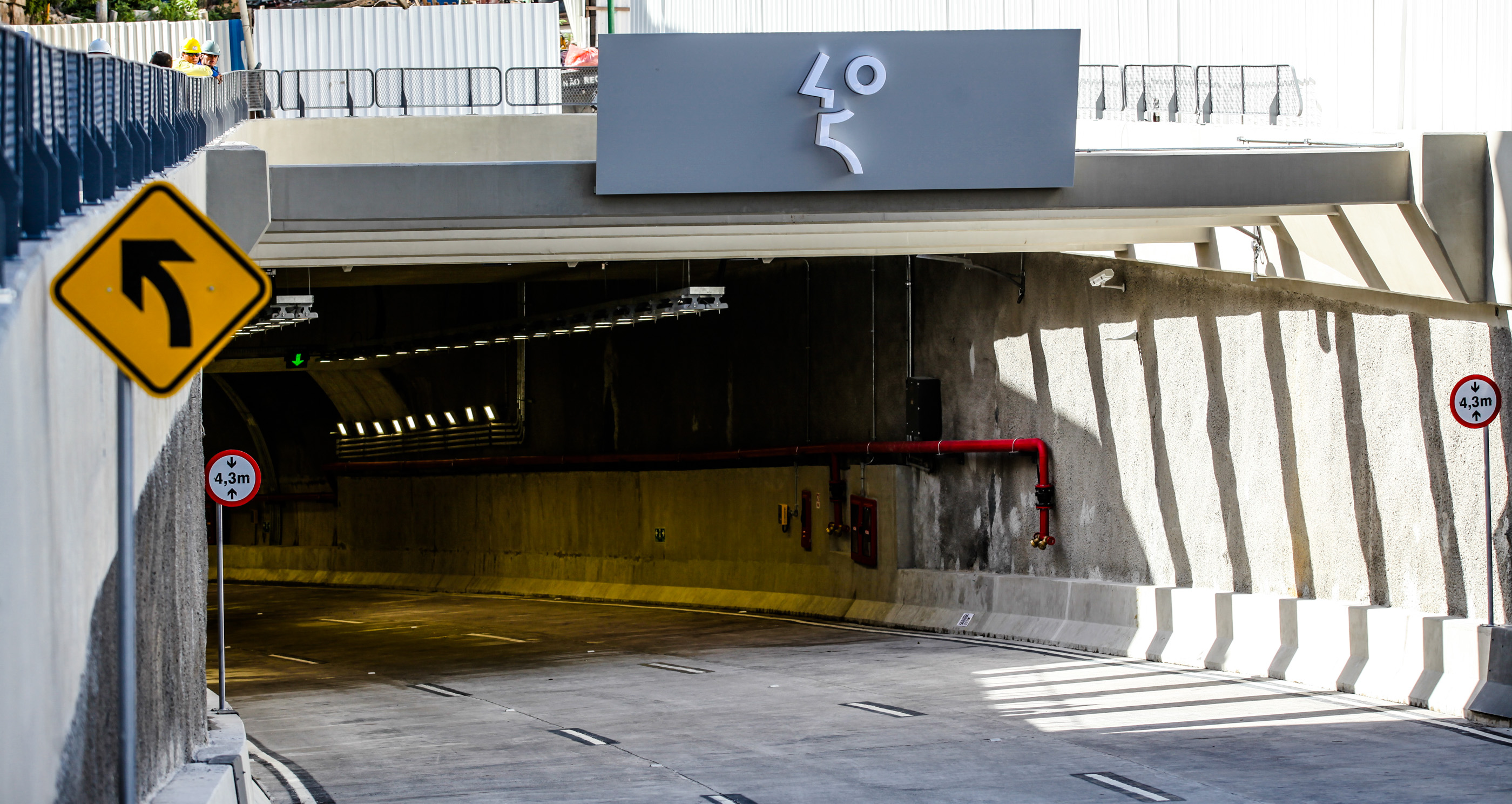
Túnel Rio450.

Nomeado pela prefeitura do Rio de Janeiro devido ao aniversário de 450 anos da cidade, o Túnel Rio450 é o primeiro construído abaixo do nível do mar, atingindo até a marca de 40 metros em sua parte mais profunda.
O Rio450 foi a primeira grande obra entregue no projeto de revitalização da área portuária do Rio de Janeiro.
O Túnel Rio450 é o segundo maior túnel da região abrangida pelo projeto Porto Maravilha, perdendo apenas pelo Túnel da Via Expressa (oficialmente Túnel Prefeito Marcello Alencar), que tem 3.382 metros e cuja inauguração ocorreu em junho de 2016. Sua construção, por escavação e detonação em rocha, começou em outubro de 2012.

## Companhia de Desenvolvimento Urbano da Região do Porto do Rio de Janeiro (CDURP): A Empresa Coordenadora do Projeto
Instituída pela Lei complementar nº 102, a Companhia de Desenvolvimento Urbano da Região do Porto do Rio de Janeiro (CDURP) é uma sociedade de economia mista, constituída sob a forma de sociedade anônima e com personalidade jurídica de direito privado.
Com patrimônio próprio e tendo o Município do Rio de Janeiro como seu controlador, a CDURP é a gestora da prefeitura carioca na OUC Porto Maravilha e a ela cabe a realizar o intercâmbio entre os órgãos públicos e privados envolvidos e a concessionária responsável pelo projeto. A Comissão de Valores Mobiliários (CVM) é responsável por analisar a prestação de contas apresentada pela CDURP, participando também da aprovação de empreendimentos imobiliários da Secretaria Municipal de Urbanismo (SMU). A CDURP ainda possui a incumbência de tornar disponível para o mercado parte dos terrenos em sua área.
A criação da CDURP teve estabelecido como objetivos principais: i) fomentar a dinâmica econômica e social da região portuária previamente delimitada pela Lei Complementar nº 101, bem como o desenvolvimento (direto ou indireto) da Área de Especial Interesse Urbanístico (AEIU) em questão; ii) fazer todo o necessário para implementar concessões ou outras formas de associação, por quaisquer das modalidades previstas nas Leis n.º 8.987/1995 e n.º 11.079/2004, assim como parcerias, ações e regimes legais que possam contribuir com o desenvolvimento da AEIU, sempre respeitados os estudos de viabilidade, seja técnica, legal, ambiental ou urbanística aprovados pela CDURP e pelos demais órgãos e autoridades públicas competentes; iii) disponibilizar bens, equipamentos e utilidades para a Administração Pública e para os concessionários e permissionários do serviço público, ou quaisquer outros entes privados, desde que realizada a cobrança de adequada contrapartida financeira; iv) gestão dos ativos patrimoniais a ela transferidos pelo Município do Rio de Janeiro, ou demais acionistas, ou, ainda, aqueles que tenham sido adquiridos a qualquer título.

## Operação Urbana Consorciada da Região do Porto do Rio de Janeiro
A Operação Urbana Consorciada (OUC), está prevista no artigo 32 do Estatuto da Cidade (Lei n. 10.257/2001) e é descrita como uma série de intervenções e medidas coordenadas pelo Poder Público municipal, com a participação dos proprietários, moradores, usuários permanentes e investidores privados, que tem o objetivo de alcançar, em uma área transformações urbanísticas estruturais, melhorias sociais e a valorização ambiental. Tais operações permitem que as cidades revitalizem suas áreas degradadas ou criem novos vetores de crescimento, trazendo, assim, ganho na qualidade de vida de seus habitantes.
O Estatuto também dispõe que a municipalidade poderá emitir a quantidade determinada de Certificados de Potencial Adicional de Construção (CEPACs), que serão alienados em leilão ou utilizados diretamente no pagamento das obras necessárias à própria operação.
A Legislação urbanística do Município define tipo, tamanho e altura permitidos aos imóveis construídos em cada terreno de cada bairro. Determina assim o chamado potencial de construção por área. Para a recuperação de regiões degradadas, o Estatuto da Cidade prevê a criação de OUCs em que o município estabelece regras específicas para novas construções. Por essa lei, empreendedores podem construir imóveis maiores, com mais metros quadrados em troca de outorga onerosa, ou seja, do pagamento de contribuição financeira. Este pagamento se traduz na aquisição do CEPAC. Os recursos que a municipalidade arrecada com a venda de CEPAC, devem ser utilizados exclusivamente para o pagamento das despesas da operação urbana como previsto em lei.
No Porto Maravilha, um CEPAC equivale a diferentes quantidades de metros quadrados a depender do setor. Para estimular a construção de moradias na Região Portuária, institui-se que um CEPAC permite construir mais metros quadrados em empreendimento residencial do que em comercial. Em alguns setores, essa diferença chega a ser mais que o dobro se o imóvel for residencial.
A OUC da Região do Porto do Rio de Janeiro, registrada na Comissão de Valores Mobiliários em 27 de dezembro de 2010, teve a oferta pública dos CEPACs no dia 13 de junho de 2011, para a venda de 6.436.722 certificados totalizados no valor de R$ 3,5 bilhões. O vencedor do leilão foi o Fundo de Investimento Imobiliário Porto Maravilha, que tem o Fundo de Garantia do Tempo de Serviço (FGTS) e a Caixa Econômica Federal (CEF) como administradora.

### O Remodelamento Urbano
A Lei Complementar n. 101/2009 delimitou a chamada Área Especial de Interesse Urbanístico (AEIU) onde os parâmetros urbanísticos foram alterados e foi permitido um aumento no potencial construtivo através da emissão dos CEPACs. Ou seja, a lei alterou o gabarito das construções na Região, porém foram respeitadas as áreas de patrimônio histórico e as franjas dos morros (Morro da Conceição, Morro do Pinto e Providencia).
Em essência, o texto legal permitiu a transformação dessa região para Zona de Uso Misto: aquela em que pode ser construído qualquer equipamento na região seja comercial (edifícios de escritórios, hotéis e shoppings) ou residencial. O que ficou vetado de ser construído nesta área foram unidades fabris e postos de gasolina.

### Modelo Financeiro do Projeto
A implantação do Projeto Porto Maravilha tem como escopo a revitalização de uma área do centro expandido do município do Rio de Janeiro. Para alcançar tal objetivo, conta com uma OUC como modelo de financiamento; uma empresa de economia mista (CDURP) para gestão da operação; incentivos fiscais nos primeiros anos da operação urbana; um fundo de investimento imobiliário para fazer relação com mercado; e a requalificação urbana por meio de uma Parceria Público-Privada (PPP).
Conforme manda o artigo 33, inciso V Estatuto da Cidade, a operação urbana começa com o Estudo de Impacto de Vizinhança (EIV), no qual se dimensiona a área (calculada em m²) que será adicionada à Área de Especial Interesse Urbanístico. Tal estudo tem por objetivo avaliar os impactos causados por empreendimentos e atividades urbanas e a partir deste é possível ver a pertinência da implantação do empreendimento ou atividade no local indicado. O EIV deve preceder qualquer edificação e mesmo obra de infraestrutura no espaço urbano que envolva mudanças paisagísticas e ou de fluxos, a ponto de interferir de algum modo no entorno.
No caso da Região Portuária do Rio de Janeiro, houve à previsão de uma mescla de ocupação residencial (53%) e comercial (47%), claramente visando a ocupação da região. Tal previsão tem como escopo, aumentar a população local para 100 mil habitantes, no mínimo.

#### Parceria Público-Privada (PPP) e Desoneração do Tesouro Municipal
O objeto do projeto foi licitado através de uma Parceria Público-Privada (PPP) na modalidade concessão administrativa, a qual foi vencida pelo consórcio “Porto Novo”, pelo valor de R$ 7,6 bilhões com prazo de 15 anos.
A Parceria Público Privada é uma modalidade a qual se transfere ao particular a execução de atividades típicas do poder público. Na PPP, serviços e atividades que cabem ao poder público e que demandam elevado nível de investimento, são realizados pela iniciativa privada, havendo repartição de encargos financeiros e riscos entre o parceiro público e o privado, mediante contratos por longo prazo.
Por essa modalidade de Parceria Público-Privada, a remuneração do parceiro privado se dá por aportes regulares de recursos do Poder Público. No caso do Porto Maravilha, a verba tem como origem a venda dos CEPACs. Com esse modelo o Município é desonerado, pois quem financia é o próprio concessionário.
A municipalidade procura garantir o cumprimento de todo processo de reestruturação em contrato único. A prestação de serviços públicos, como limpeza urbana, coleta de lixo e operação de trânsito é financiada com os recursos oriundos da CEPACs. A prefeitura estabeleceu plano da operação urbana de longo prazo, ajustado anualmente em função da evolução das obras.
Dentro das despesas também está previsto que 5% dos valores dos CEPACs se destinarão à CDURP, como remuneração da gestão da operação, e 3% para a recuperação do patrimônio histórico da região, como já mencionado anteriormente.
Os custos da Porto Maravilha em junho de 2011 totalizavam R$ 8 bilhões de reais. Para garantir que o plano de reestruturação urbana não tenha risco de interrupção, à prefeitura optou por ofertar todo o estoque de CEPACs em lote único, por meio de leilão, uma espécie de licitação, na qual a Administração Pública vende bens móveis, produtos legalmente apreendidos ou penhorados e bens imóveis que foram adquiridos pelo poder público em decorrência de processo judicial. Assim, em 2011 foi decidida a realização do leilão dos CEPACs em um lote único e indivisível, tendo como premissa a transferência do risco do mercado imobiliário para o adquirente dos certificados, garantido o recurso para a execução de todas as obras.
Ficou consignado que para vencer o leilão, o comprador do estoque deveria se responsabilizar pelo pagamento das despesas da operação urbana ao longo de 15 anos, respeitando o cronograma de pagamentos do contrato de PPP. No caso do porto carioca, se fossem feitos vários leilões de CEPACs e a contratação fosse realizada de forma separada, provavelmente não se teria um modelo com um cronograma bem definido e também haveria dificuldade no controle de custos das obras o que poderia gerar aditivos, bem como atrasos nas entregas.
O Fundo de Investimento Imobiliário Porto Maravilha (FIIPM), fundo administrado pela Caixa Econômica Federal, venceu o leilão. O Fundo tem a obrigação de pagar as despesas da operação urbana, o FGTS tem a responsabilidade de investir visando aumentar seus recursos e cumprir obrigações frente aos trabalhadores. Nesse sentido, o FGTS ao investir na operações urbanas, passa a financiar os processos de urbanização de alta complexidade, uma vez que o fundo é atualmente a maior fonte de recursos, necessários para reestruturação urbanas que exigem altos aportes de recursos financeiros. No plano definido pela Prefeitura do Rio de Janeiro, grande parte da valorização imobiliária gerada pela requalificação urbana é apropriada pelo FGTS (por meio do FIIPM).
Com isso, não foi preciso a utilização do tesouro municipal para concluir a revitalização de toda a Região Portuária, e ao mesmo tempo, houve uma valorização imobiliária da área. A crítica que alguns urbanistas fazem a isso é que a transferência do risco fez com que a prefeitura também perdesse seu protagonismo nas negociações imobiliárias e no próprio desenvolvimento imobiliário em si, vez que eventual valorização dos certificados que excedam as despesas da operação urbana serão integrados pelo vencedor do leilão, o FIIPM.

#### Falta de Liquidez das CEPACs e Dificuldades no Desenvolvimento do Projeto Porto Maravilha
Como exposto, anteriormente, a prefeitura optou por leiloar todo o estoque de CEPAC, compactando em lote único e indivisível. Segundo as regras do leilão, o comprador do estoque deveria se responsabilizar pelo pagamento das despesas da operação urbana ao longo de 15 anos, de acordo com o cronograma do contrato de PPP. Para compensar os riscos de financiar sozinho o valor de R$ 8 bilhões, teria prioridade na compra dos terrenos públicos após serem desembaraçados pela Prefeitura.
A vencedora do leilão foi a Caixa Econômica, que desembolsou R$ 3,5 bilhões pelos CEPACs, títulos financeiros negociados no mercado mobiliário, que equivalem ao pagamento de outorga por adicional de construção - licença que um empreendedor paga para construir prédios com altura superior ao permitido na legislação municipal.
A Caixa Econômica Federal transferiu os CEPACs e os terrenos adquiridos no leilão, ao FIIPM. O Fundo negocia as CEPACs com o mercado imobiliário.
O FIIPM tem como responsabilidade, devolver os recursos investidos pelo FGTS com o acréscimo de 6% ao ano, somado ao Índice Nacional de Preços ao Consumidor Amplo (IPCA). O FIIPM adquiriu grande quantidade de imóveis na região, ampliando suas condições de geração de negócios.
Em 2014, o fundo tinha como patrimônio R$ 4 bilhões. A aposta da Caixa é que o FIIPM terá capacidade de arcar com os R$ 8 bilhões, necessários a consecução do Projeto Porto Maravilha, apostando no crescimento do patrimônio do Fundo, com a valorização dos CEPACs e, principalmente, com o retorno dos investimentos.
De fato em uma análise superficial houve uma valorização dos CEPACs. No primeiro leilão ocorrido no ano de 2011, em que o fundo foi vencedor, cada título valia R$ 545,00. Em 2012, em segundo leilão, promovido pelo FIIPM, parte dos CEPACs foi vendida por R$ 1.150 a unidade, deixando claro seu potencial de valorização.
No entanto, desde o início, uma das estratégias do fundo tem sido, em vez de apenas vender os títulos no mercado mobiliário, negociar sua troca por uma participação em empreendimentos imobiliários que ainda nem saíram do papel - visando principalmente lucrar com o aluguel de imóveis comerciais ou com a venda destes para investidores. Assim, o FIIPM usou a permuta como estratégia para valorizar os CEPACs.
Atualmente, tem-se um cenário em que 90% dos títulos estão parados ou foram permutados por participação em empreendimentos imobiliários que não saíram do papel, devido à crise financeira no país que levou o mercado imobiliário a recessão.

## Saldo de Resultados Obtidos

### Ao Município do Rio de Janeiro
O objetivo principal da concepção do Projeto Porto Maravilha era a revitalização da Região Portuária carioca sem o dispêndio de recursos municipais. Através da modelagem financeira proposta e colocada em prática, isso foi conseguido. Isto é, foi realizada uma intervenção contabilizada em R$ 7,6 bilhões, sem se lançar mão do erário municipal vindo das receitas fiscais e patrimoniais.

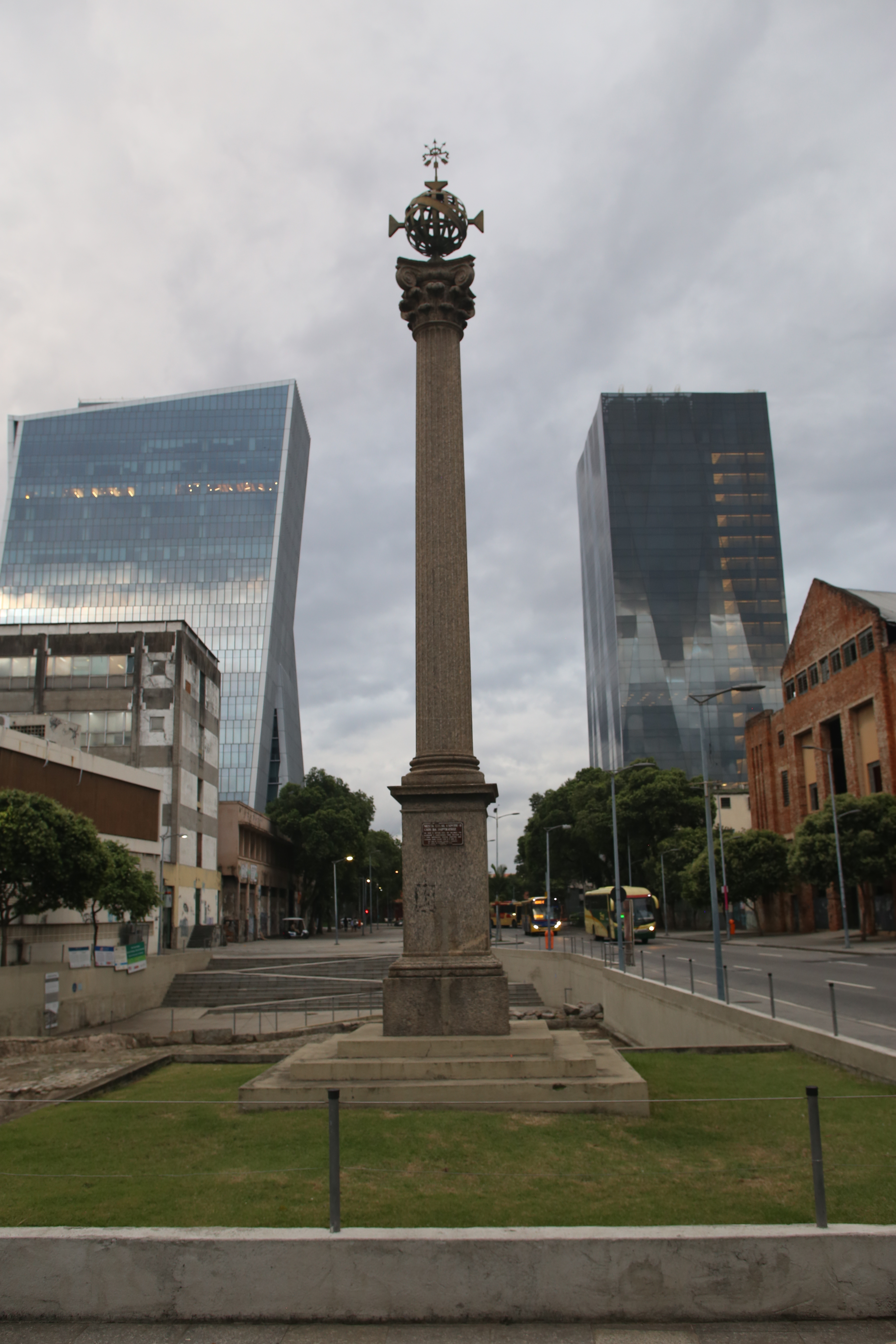
Cais do Valongo: um dos achados arqueológicos encontrado ao longo das obras do Porto Maravilha

Além disso, o saldo foi positivo para o patrimônio histórico do Rio de Janeiro e do país com a restauração de importantes equipamentos culturais da região, como a estação ferroviária da Gamboa (Galpões da Gamboa), o Centro Cultura José Bonifácio (CCJB) e a Igreja São Francisco da Prainha. Os dois novos museus, o Museu de Arte do Rio de Janeiro e o Museu do Amanhã, também se somaram ao aparato cultural da cidade.
Os ganhos culturais também se deram em nível arqueológico. Foram encontrados, durante as escavações das obras, vários fragmentos de objetos do período colonial e imperial. Um dos achados é o Cais do Valongo e Cais da Imperatriz descobertos na revitalização da Rua Barão de Tefer, que remetem ao passado escravagista brasileiro, visto que eram locais de desembarque de escravos africanos.
Para a população, há a nova rede de infraestrutura que a Região Portuária adquiriu, bem como a geração de emprego, o desenvolvimento de novos empreendimentos e com a qualificação do comércio local, de forma a melhorar a qualidade de vida para as pessoas que já residiam na região.
Em suma, o resultado já mostrado foi a devolução para o tecido urbano da cidade de uma área 5 (cinco) milhões de metro quadrados, que se incorpora definitivamente a urbe, permitindo que a população carioca e os turistas desfrutem de uma região histórica do Rio de Janeiro, que antes, gerava despesas tanto financeiras quanto sociais, e atualmente, passa a auferir divisas para o município, seja em arrecadação de impostos, seja em geração de posto de trabalho.

### Ao Fundo de Investimento Imobiliário Porto Maravilha (FIIPM), o Vencedor do Leilão
Alguns anos após o leilão de venda dos CEPACs, os resultados para o Fundo de Investimento Imobiliário são bastante expressivos. Quando o FIIPM arrematou o lote no leilão, comprou todos os certificados disponíveis, mais a opção de compra de alguns terrenos. Em contrapartida, assumiu uma dívida de R$ 8 bilhões a serem pagas em 15 (quinze) anos. Atualmente, o valor unitário dos CEPACs dobrou em relação ao preço pago na compra. Ou seja, o FIIPM pagou R$ 3,5 bilhões pela totalidade dos certificados que hoje valem R$ 10 bilhões.
Além disso, o FIIPM adquiriu sete terrenos que têm o potencial de atingir o valor geral de venda de cerca de R$ 31,4 bilhões.

### Ao Mercado Imobiliário Carioca
As transações de empreendimentos imobiliários e os novos lançamentos praticamente inexistiam na região portuária antes do Projeto. A partir de 2012, logo após o leilão dos CEPACs, novos lançamentos na região do Porto Maravilha foram surgindo no mercado imobiliário, sendo essa área, hoje, mais relevante em termos de imóveis licenciados do que outras classicamente mais valorizadas.

## Porto Maravilha e a Operação Força-Tarefa “Lava Jato”
Uma das maiores PPPs do Brasil, as obras do Porto Maravilha foram alvo da 26ª fase da força-tarefa entre o Ministério Público Federal (MPF) do Paraná e a Polícia Federal (PF), a chamada Operação Lava Jato.
Em delação premiada feita na operação ao final de 2015, o executivo da Carioca Engenharia, Ricardo Pernambuco Júnior e seu pai, Ricardo Pernambuco, afirmaram à Procuradoria-Geral da República (PGR) que o presidente da Câmara dos Deputados, Eduardo Cunha (PMDB-RJ), teria cobrado e recebido propina. Com base nessa delação, foi aberto inquérito sobre Cunha para apurar se o então deputado havia solicitado e recebido dinheiro ilícito do consórcio Porto Novo no montante de cerca de R$ 52 milhões.
Os recursos supostamente seriam vantagens indevidas pela aquisição de títulos da prefeitura do Rio de Janeiro pelo Fundo de Investimentos do FGTS. Segundo as investigações, Cunha era próximo do então vice-presidente da Caixa Econômica Federal, Fábio Cleto, que integrava o conselho curador do FGTS e, também, exercia a administração do Fundo de Investimento Imobiliário Porto Maravilha. Cunha se valia de sua influência sobre Cleto para aprovar a liberação dos investimentos do Fundo de Investimentos do FGTS e cobrava valores neste sentido dos empresários interessados. O dinheiro do fundo, em tese, deveria ser utilizado para permitir as obras do porto.
Conforme ambos delatores, Cunha teria recebido propina no valor de 1,5% dos títulos comprados pelo Fundo de Investimentos do FGTS, paga em 36 parcelas. A primeira transferência de dinheiro teria sido feita no Israel Discount Bank no valor de quase US$ 4 milhões.
Na delação, o empresário da Carioca Engenharia, entregou aos investigadores uma tabela que aponta 22 depósitos somando US$ 4.680.297,05 em propinas supostamente pagas ao presidente da Câmara entre 10 de agosto de 2011 e 19 de setembro de 2014.
Segundo o empreiteiro, empresas relacionadas às obras do Porto Maravilha, no Rio de Janeiro, deveriam pagar R$ 52 milhões ou 1,5% do valor total dos Certificados de Potencial de Área Construtiva (CEPACs) a Eduardo Cunha.
A Procuradoria-Geral da República (PGR) já havia apontado suspeitas de corrupção relacionadas ao Porto Maravilha. No pedido de afastamento do deputado federal Eduardo Cunha (PMDB-RJ) da Câmara Federal, a PGR informou ao Supremo Tribunal Federal (STF) que Cunha havia recebido pagamentos de empreiteiros para que atuasse para liberação de verbas de um fundo de investimentos do FGTS para as obras. O inquérito instaurado ainda aguarda conclusão.

## Porto Maravilha sob a Ótica do Direito Urbanístico
No projeto do Porto Maravilha, vários instrumentos de Direito Urbanístico foram empregados, sendo responsáveis pelo feito ter alcançado as dimensões como acima retratado.
A Lei Municipal n. 101/2009 estabeleceu uma Área de Especial Interesse Urbanístico (AEIU) sobre qual incidiria a Operação Urbana Consorciada (OUC) prevista para o projeto. Por Área de Especial Interesse Urbanístico, entende-se o trecho determinado pelo Estudo de Impacto de Vizinhança, como manda o Estatuto da Cidade, o qual área será submetido a regime urbanístico específico, relativo a implementação de políticas públicas de desenvolvimento urbano e formas de controle que prevalecerão sobre os controles definidos para as Zonas e Subzonas que a contêm. Isto é, trata-se da área destinada a projetos específicos de estruturação ou reestruturação, renovação e revitalização urbana, como que aconteceu no caso da região portuária do Rio de Janeiro. As OUCs são intervenções pontuais realizadas pela Administração Pública Municipal envolvendo a iniciativa privada, que buscam transformações urbanísticas estruturais, melhoras sociais e valorização ambiental de tal forma que o Plano Diretor Municipal não seria capaz de fazê-lo.
Além desses institutos, em seu modelo financeiro, o projeto Porto Maravilha se valeu das CEPACs, certificados que aumentam o potencial de construção permitidos aos imóveis na região Portuária Carioca, com o objetivo de atrair investidores do setor imobiliário para projetos comerciais e residenciais ao local. Trata-se de uma mitigação ao ditame dado pelo Município no que toca ao limite de gabarito – o chamado instituto da outorga onerosa do direito de construir –, desde que apresentada a contrapartida, em capital, referente a concessão desse direito.
Este formato traz benefícios tanto ao particular, elevando a área de construção permitida, bem como ao Poder Público, vez que promove a exploração imobiliária do local e reverte o valor dos títulos no custeio das operações urbanas para requalificação da região.
Em suma, a Lei autoriza a construção além dos limites atuais, com exceção das áreas de preservação, de patrimônio cultural e arquitetônico, permitindo a transformação dessa região para Zona de Uso Misto, aquela em que pode ser construído qualquer equipamento na região, seja comercial ou residencial.
A partir desses alicerces, o projeto buscou alcançar seu objetivo precípuo, qual seja, a revitalização da Região Portuária do Rio de Janeiro. Nessa empreitada, promoveu novos projetos culturais, como a construção de museus, e revitalizou o patrimônio histórico do local com o devido tombamento dos prédios históricos, tal como feito com a Igreja de São Francisco da Prainha.
Para administrar toda a área mapeada foi criada uma empresa estatal, de controle exercido pelo Município do Rio de Janeiro, a Companhia de Desenvolvimento Urbano da Região do Porto do Rio de Janeiro (CDURP), cujo principal objetivo é promover a articulação entre os demais órgãos públicos e privados e a concessionária “Porto Novo”.
O consórcio “Porto Novo” foi o vencedor da licitação da Parceria Público-Privada (PPP) na modalidade concessão administrativa, na qual se transfere ao particular a execução de atividades típicas do poder público. No caso do Porto Maravilha, quanto à remuneração do ente privado, esta advém da a venda dos CEPACs.
Em síntese, as ferramentas de Direito Urbanístico permitiram que o Porto Maravilha se concretizasse, possibilitando a revitalização da Região Portuária do Rio de Janeiro.

## Ver Também
- Parceria público-privada
- Outorga onerosa do direito de construir
- Operação urbana consorciada
- Veículo leve sobre trilhos

## Ligações Externas
- Site oficial
- Projeto Porto Maravilha - Cidade Olímpica
- Site oficial do VLT carioca